# 奥迪A1

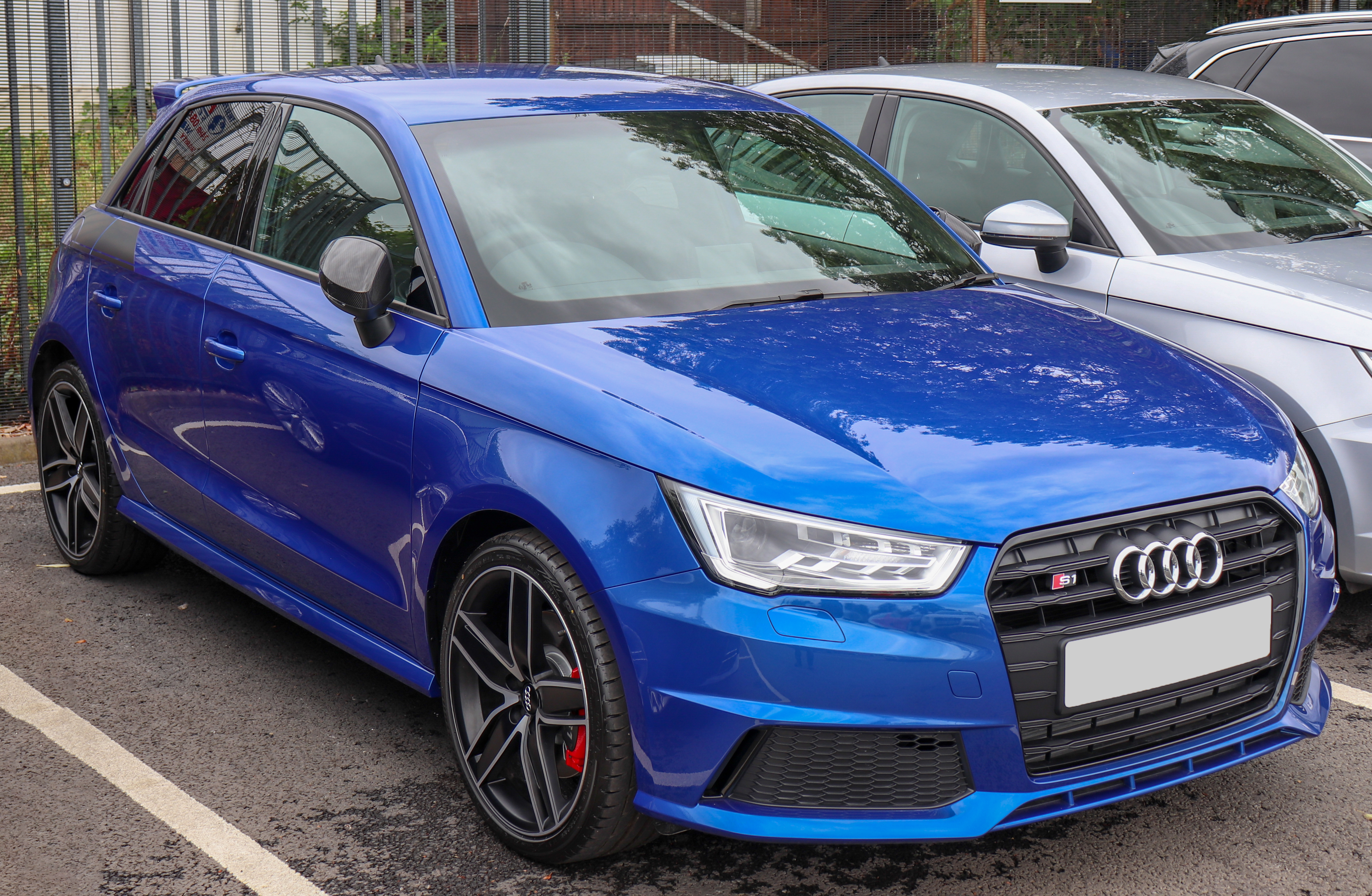
日內瓦車展上的Audi S1

奧迪 A1（Audi A1）是一部由德國汽車製造商奧迪在2010年中旬推出的三門掀背車，並在2012年開始銷售五門掀背版（Sportback）。其市場定位，主要擔任奧迪旗下的年輕新貴的入門車款。被迷你視為是主要的競爭對手。2015年在此基礎上開發出奧迪S1。
在車輛分類上，被分類為：小型跑車（小鋼砲）和掀背車。以車輛大小而言屬於次緊湊型車（美規：Subcompact／歐規：B-segment／英規：Supermini），介於都市車和緊湊型轎車之間。

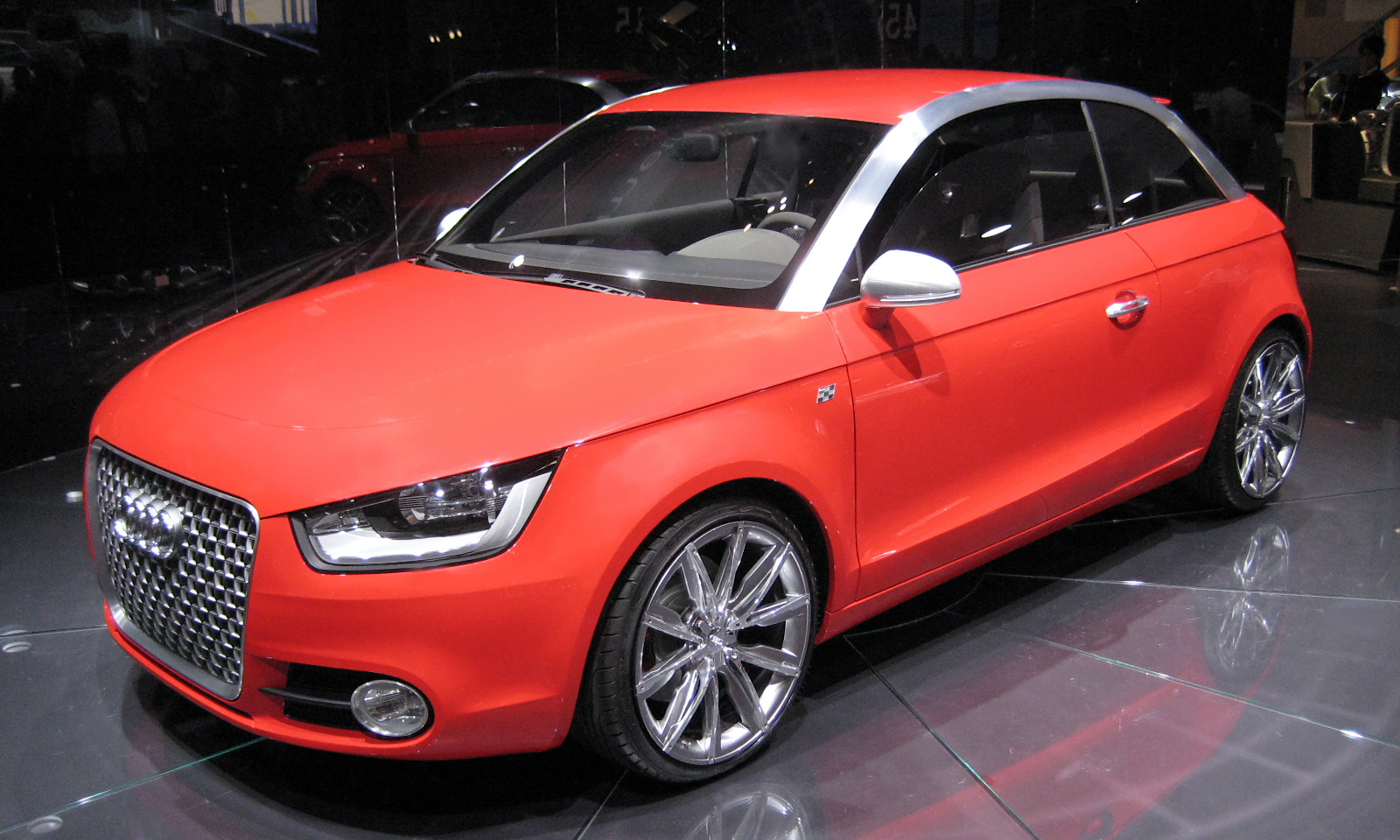
Audi metroproject quattro (front)

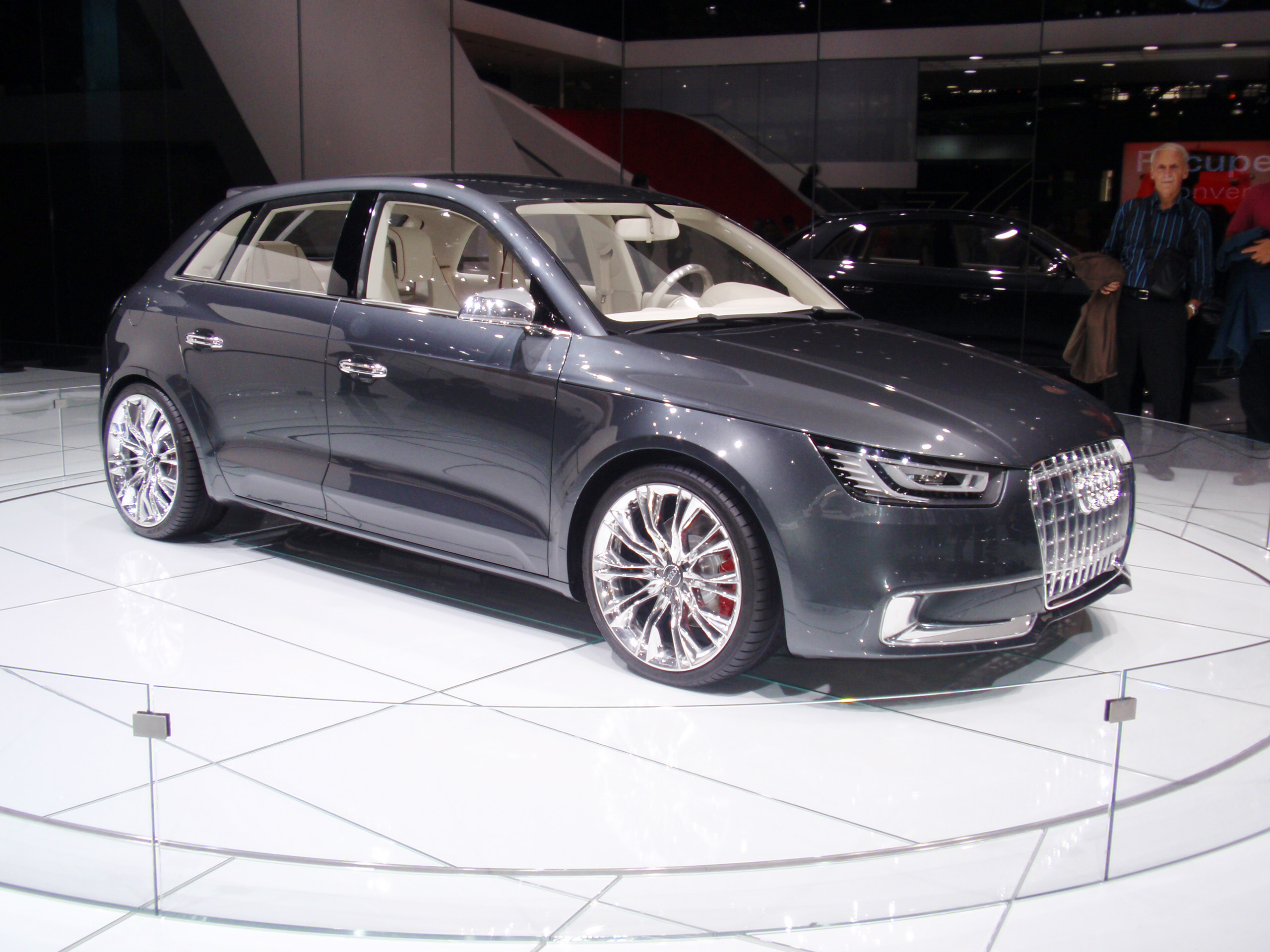
Audi A1 Sportback 概念車在2008年巴黎車展

## 概念車型
奧迪已經推出了數種奥迪A1概念型，包含了插電式混合動力汽車和混合動力車輛。

### A1 Clubsport Quattro
在2011年五月份於歐洲正式亮相，是依據奧迪RS3引擎為原型進行設計，加速從零至一百公里僅需3.7秒，且配備了奧迪的四驅科技（Audi Quattro），一度被譽為是小鋼砲界的王者。奧迪在2011年底左右推出的全球限量333台的A1 Quattro便是此概念車的上市版本。售價含稅折合新台幣預估將超過200萬元，而台灣也有非代理商引進3輛。

### 奧迪臺灣推出的車型與價位
- 三門版 A1
  - 新台幣115萬元：A1 Attraction（三門陽春版），無LED日行燈。
  - 新台幣136萬元：A1 Ambition（三門豪華版）
  - 新台幣159萬元：A1 Sport（三門運動版）
- 五門版 A1 Sportback
  - 新台幣129萬元：A1 Sportback（五門標準版）
  - 新台幣142萬元：A1 Sportback Luxury（五門豪華版）
  - 新台幣165萬元：A1 Sportback Sport（五門運動版）

## 得獎紀錄
- 2010年，英國汽車雜誌的「2010年最扣人心弦車款」評選（Most Exciting Car of 2010），A1獲獎。
- 2010年，德國汽車雜誌之「2010年最佳設計創新大獎」評選（Autonis – Best Design Innovations 2010）：A1獲獎。
- 2010年， 之全球「最受歡迎車型大獎」評選（Carolina  Prize）：A1獲獎。
- 2010年，德國雜誌和《Auto Bild》合辦之「2010年金方向盤大獎」評選（Golden Steering Wheel 2010）：A1獲獎。
- 2010年，德國汽車雜誌之「2010年年度汽車大獎」評選（2010 Auto Trophy）：A1獲獎。
- 2011年，英國汽車雜誌《What Car?》的「年度風雲車」評選（Car of the Year）：A1獲獎。
- 2011年，德國汽車雜誌之「年度風雲車獎」評選（Best cars of 2011）：A1獲獎。
- 2011年，德國雜誌之「最值得購買車型」評選（Top Sensible Car）：A1獲獎。
- 2011年，英國商用車雜誌《Fleet World》之「最佳小型車」評選（Best Small Car）：A1獲獎。
- 2012年，德國汽車雜誌之「2012年度最佳車款」：A1獲獎。
- 2012年，德國汽車雜誌之「2012年度最佳設計創新獎」：A1獲獎。
- 2013年，德國汽車雜誌之「2013年度最佳車款」：A1/A1 Sportback獲獎。
- 2013年，德國汽車雜誌之「最佳企業用車：小鋼砲級距」：A1 Sportback獲獎。

## 安全性
- 2010年，歐盟新車安全評鑑協會（EuroNCAP）碰撞測試：A1獲得五顆星評比，被評為最為安全的小鋼砲之一。